# Кабехабль
Кабеха́бль — аул в Шовгеновском муниципальном районе Республики Адыгея. Входит в состав муниципального образования «Хатажукайское сельское поселение».

## География
Аул расположен в степной зоне, на левом берегу реки Фарс, ниже по течению расположен центр сельского поселения, аул Пшичо, выше — аул Мамхег.
Расстояние до районного центра аула Хакуринохабль 5 км.

## История
Аул основан в 1864 году.

## Население
| 2002  | 2010  | 2013  | 2014  | 2015  | 2016  | 2017  |
| ----- | ----- | ----- | ----- | ----- | ----- | ----- |
| 876   | ↗931  | ↗1091 | ↘1085 | ↘1070 | ↘1047 | ↘1034 |
| 2018  | 2019  | 2020  | 2021  | 2023  | 2024  |       |
| ↘1015 | ↗1031 | ↗1035 | ↘839  | ↗846  | ↗854  |       |

По данным Всероссийской переписи 2021 года:
| Народ               | Численность, чел. | Доля от всего населения, % |
| ------------------- | ----------------- | -------------------------- |
| адыги (черкесы)     | 798               | 95,11 %                    |
| русские             | 24                | 2,86 %                     |
| другие / не указано | 17                | 2,03 %                     |
| всего               | 839               | 100,0 %                    |

## Адыгейские роды аула
Приведены адыгские роды в порядке от большего к малому: Кабеховы, Цеевы, Лямовы, Чамоковы, Шаовы, Калашаовы, Дауровы, Ивановы,Шегушевы Карабетовы, Тлюстангеловы, Хажоковы, Хасановы, Шовгеновы, Беслангуровы, Гумовы, Курижевы, Тлевцеруковы, Амуровы, Набоковы, Чеучевы,Майкопаровы,